# George Washington Patterson

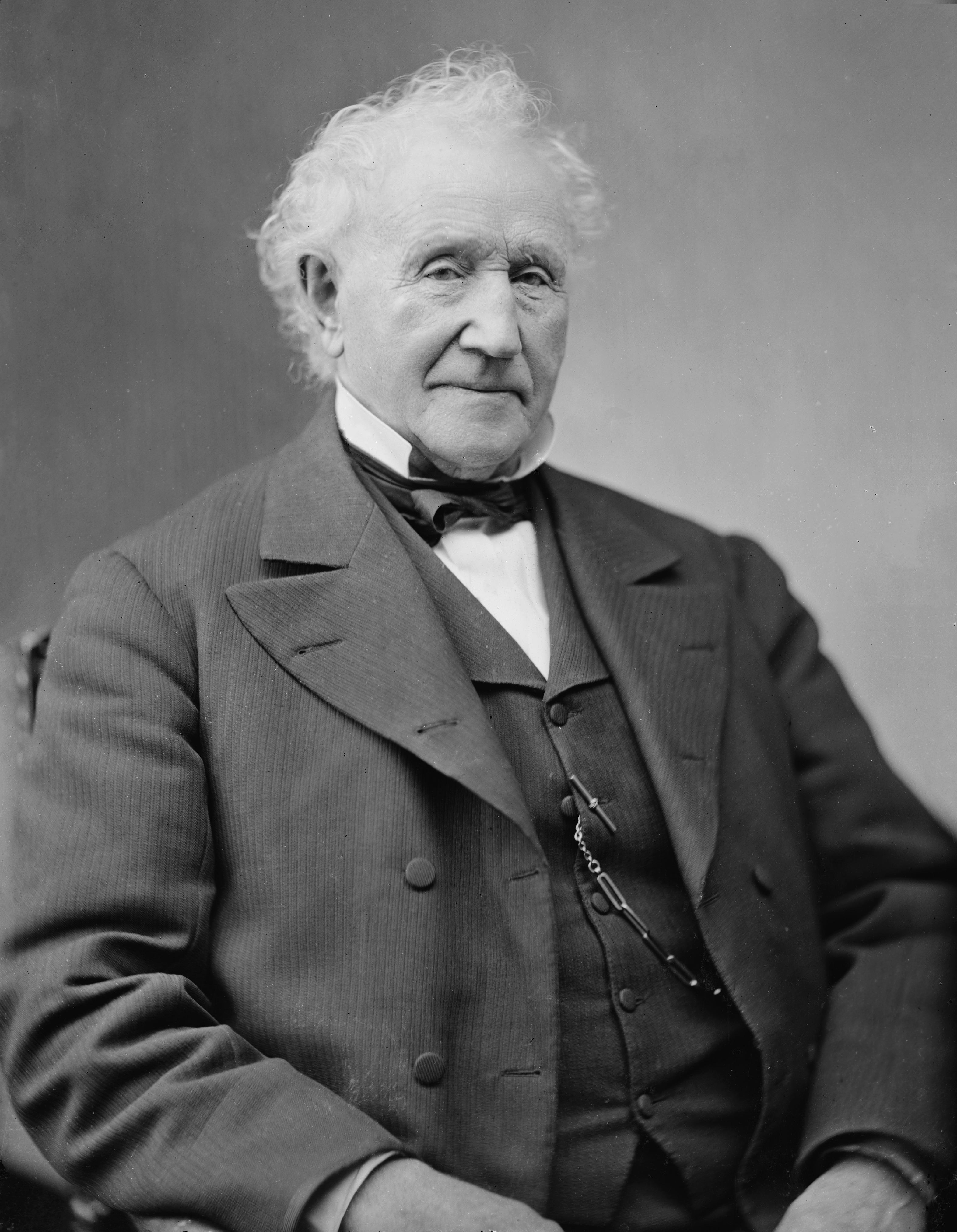
George Washington Patterson

George Washington Patterson (* 11. November 1799 in Londonderry, Rockingham County, New Hampshire; † 15. Oktober 1879 in Westfield, New York) war ein US-amerikanischer Politiker. Er vertrat den Bundesstaat New York im US-Repräsentantenhaus und war dessen Vizegouverneur.
George Patterson machte seinen Schulabschluss an der Pinkerton Academy in Derry. Danach zog er nach New York, wo er sich 1818 zunächst im Genesee County niederließ und mit der Herstellung von Getreideschwingen sein Geld verdiente. Ab 1825 lebte er dann in Leicester, wo er in der Landwirtschaft tätig war und auch einige öffentliche Ämter bekleidete, darunter das des Friedensrichters.
1832 zog Patterson als Vertreter des Livingston County erstmals in die New York State Assembly ein, der er auch noch 1833 sowie von 1835 bis 1840 angehörte. Dabei war er in den Jahren 1839 und 1840 Speaker der Parlamentskammer; zu dieser Zeit war er Mitglied der Whigs. 1841 zog er nach Westfield und arbeitete dort für das General Land Office mit Sitz in Chautauqua. 1846 nahm er am Verfassungskonvent von New York teil, ehe er von 1849 bis 1850 als Vizegouverneur des Staates unter Gouverneur Hamilton Fish war.
In den folgenden Jahren hatte Patterson diverse Ämter auf kommunaler Ebene inne. So war er von 1855 bis 1857 Vorsitzender der Hafenkommission von New York und 1859 Quarantäne-Beauftragter im Hafen von New York in 1859. Außerdem stand er dem örtlichen Bildungsausschuss mehrere Jahre lang als Präsident vor. 1856 und 1860 nahm er, nachdem er den Republikanern beigetreten war, jeweils als Delegierter an der Republican National Convention teil. Schließlich wurde er in hohem Alter noch in den Kongress gewählt, wo er als Vertreter des 33. Kongresswahlbezirks von New York vom 4. März 1877 bis zum 3. März 1879 verblieb. Noch im selben Jahr starb George Patterson in Westfield.
Sein älterer Bruder William und sein Neffe Augustus Frank saßen ebenfalls für den Staat New York im Repräsentantenhaus.